# グスタボ・デソッティ
- グスタボ・デゾッティ

グスタボ・デソッティ（Gustavo Abel Dezotti, 1964年2月14日 - )は、アルゼンチン・モンテ・ブイー出身の元サッカー選手。現役時代のポジションはFW。アルゼンチン代表U20を経て、フル代表として7試合のプレー経験がある。ワールドカップイタリア大会大会のメンバーにも選出され、決勝戦にも出場した。
ニューウェルズ・オールドボーイズ、SSラツィオ、USクレモネーゼなどでプレーした。クレモネーゼ時代の1989-90年度シーズンにはセリエAで13得点を挙げた。

## タイトル
ニューウェルズ・オールドボーイズ
- プリメーラ・ディビシオン：1987-88

アルゼンチン
- ワールドカップ　: 1990(準優勝)